# امیلی ادیسون
امیلی ادیسون (به انگلیسی: Emily Addison) یک بازیگر پرونو و مدل عکاسی آمریکایی است.

## فیلمشناسی
- (۲۰۱۴) Asphalt 2
- (2012) Asphalt
- Celebrity Sex Tape (2012)
- Avalanche Sharks (2013)
- Badass! (2010)